# Afrikaner Volksfront
Het Afrikaner Volksfront was een Zuid-Afrikaanse samenwerkingsverband van 21 rechtse Afrikaner partijen die zich ofwel tegen de afschaffing van de apartheid ofwel voor de oprichting van een volkstaat voor Afrikaners beijverden. De oprichting van Afrikaner Volksfront was een antwoord op de verregaande onderhandelingen van de Nasionale Party met het African National Congress, die het einde van de blanke heerschappij in Zuid-Afrika zouden betekenen. De organisaties die aangesloten waren bij het Afrikaner Volksfront hadden gezamenlijk honderdduizenden ondersteuners. Het belangrijkste doel van het Afrikaner Volksfront was het uitstellen van de eerste multi-raciale verkiezingen van Zuid-Afrika die gepland stonden op 27 april 1994.

## Geschiedenis
Het Afrikaner Volksfront werd op 7 mei 1993 opgericht door generaal Constand Viljoen en drie andere generaals van de Zuid-Afrikaanse Weermacht. De voorzitter van het AVF was Ferdi Hartzenberg, die eveneens leider van de Konserwatiewe Party was. Piet Botha was secretaris van het Afrikaner Volksfront. Het Afrikaner Volksfront was een verenigde oppositie tegen de Nasionale Party en de aan de NP gelieerde organisaties. 
Het AVF had een doel namelijk het uitstellen van de multi-raciale verkiezingen. Hierachter zaten twee redenaties. Volgens de hardliners moest uitstel tot afstel leiden en de blanke heerschappij over Zuid-Afrika bevestigen, terwijl de gematigden vonden dat de blanke minderheidsregering over Zuid-Afrika niet langer vol te houden was, maar zij wilden genoeg tijd om een eigen land voor Afrikaners op te richten. Deze frictie zou uiteindelijk leiden tot een breuk binnen het AVF.
Het AVF stichtte direct na zijn oprichting een Volksrepubliek werkkomitee om informatie te verzamelen om het idee van Afrikaner zelfbeschikking in de praktijk te brengen. In september 1993 adviseerde dit comité dat er een volkstaat opgericht zou kunnen worden in drie gebieden rondom (1) Pretoria en delen van Transvaal, (2) ten noorden van Kimberley en (3) het noorden van Natal. Dit gebied zou het recht hebben zich af te scheiden van Zuid-Afrika. In november 1993 werd een nieuw plan voorgesteld met een kleiner grondgebied, dat slechts autonomie zou hebben. De onderhandelingen met het ANC stelden de hardliners binnen het Afrikaner Volksfront teleur, waarna Hartzenberg niets anders eiste dan een onafhankelijk Afrikaner thuisland. Hoewel het AVF een overeenkomst bereikte met het ANC, gingen de hardliners binnen de AVF niet akkoord. Nadat de onderhandelingen daardoor mislukten, was Viljoens positie ondermijnd. Hierop verlieten generaal Constand Viljoen, Carel Boshoff en Pieter Mulder het Afrikaner Volksfront. Zij vormden hierop het Vrijheidsfront Plus. Onder druk van de hardliners binnen het Afrikaner Volksfront werd de interimgrondwet van Zuid-Afrika door het AVF afgewezen.
In 1994 probeerde het Afrikaner Volksfront de Boeren erkend te krijgen als inheems volk uit Afrika bij de Verenigde Naties. Deze poging mislukte omdat 82 inheemse volkeren een petitie tekenden tegen de deelname van de AVF.
De AVF was daarnaast betrokken bij de bestorming van de onderhandelingen voor een democratisch Zuid-Afrika op 25 juni 1993 in Kempton Park. De gematigden binnen de AVF zouden deze bestorming door hardliners later veroordelen.
Het Afrikaner Volksfront vormde samen met de Inkatha Vrijheidspartij en de regeringen van Ciskei en Bophuthatswana de Vrijheidsalliantie die groepsrechten voor etnische groepen in Zuid-Afrika beijverde en zich tegen de verplichte integratie van de bantoestans in Zuid-Afrika keerde. Volgens deze Vrijheidsalliantie vormden de thuislanden een ultieme vorm van groepsautonomie. Door een eventueel voortbestaan van Bophuthatswana en Ciskei zou een federaal Zuid-Afrika met daarin ruimte voor een Afrikaner thuisland mogelijkerwijs dichterbij zijn.
Toen het ANC en de Zuid-Afrikaanse regering Bophuthatswana wilden opheffen, kwam de president van Bophuthatswana overeen met het Afrikaner Volksfront dat het Bophuthatswana-leger en paramilitairen van het Volksfront belangrijke plekken zouden bewaken tegen een mogelijke door de Zuid-Afrikaanse Weermacht of ANC-leden geïnitieerde staatsgreep. Bophuthatswana en het Volksfront kwamen overeen dat de racistische Afrikaner Weerstandsbeweging (die zelf ook een paramilitaire organisatie had) buiten deze overeenkomst bleef. Op 11 maart 1994 deed de AWB toch een inval in Bophuthatswana, waarbij de AWB onschuldige mensen doodschoot en waarbij uiteindelijk ook drie leden van het AWB werden doodgeschoten. Hierop ontstond chaos waarna de Zuid-Afrikaanse Weermacht ingreep en Bophuthatswana neutraliseerde.

## Organisaties
Het Afrikaner Volksfront was een samenwerkingsverband van 21 verschillende organisaties. Het Volksfront had een gematigde vleugel onder leiding van generaal Constand Viljoen, Carel Boshoff en Pieter Mulder en een hardlinervleugel met onder meer de Konserwatiewe Party en de Afrikaner Weerstandsbeweging. De hardliners zouden de nieuwe grondwet van Zuid-Afrika uiteindelijk niet accepteren. De gematigden zouden dit uiteindelijk wel doen. De belangrijkste deelnemende partijen waren:
- Konserwatiewe Party (hardliner)
- Herstigte Nasionale Party (hardliner)
- Afrikaner Weerstandsbeweging (hardliner)
- Boerestaat Party (hardliner)
- Boere Krisisaksie (hardliner)
- Zuid-Afrikaans Bureau voor Rassenaangelegenheden (gematigd, tot 4 maart 1994)
- Afrikaner Volkswag (gematigd, tot 4 maart 1994)
- Afrikanervryheidstigting (gematigd, tot 4 maart 1994)
- Oranjewerkers (gematigd, tot 4 maart 1994)

## Opheffing
Het afwijzen van het volkstaat-akkoord dat het Afrikaner Volksfront in november 1993 met het ANC overeenkwam, door verschillende conservatieven uit het AVF zorgde voor een vertrouwensbreuk binnen het Afrikaner Volksfront. De gematigden voelden zich gegijzeld door de harde lijn van de conservatieven. De hardliners wilden ook niet meedoen aan de parlementsverkiezingen in 1994 en blokkeerden een poging van Viljoen hiertoe. Voor de gematigden werd het duidelijk dat het AVF een doodlopende weg bewandelde en geen resultaten zou behalen. Nadat het plan voor paramilitair ingrijpen in Bophuthatswana op tafel kwam te liggen, trokken de gematigde volksstaters zich uit het Afrikaner Volksfront terug.
Gematigde volkstaat-aanhangers richtten hierna op 4 maart 1994 het Vryheidsfront op. De paramilitaire actie van het AVF en de AWB in Bophuthatswana mislukte op 11 maart 1994. Het Vrijheidsfront slaagde er op 23 april in met het ANC en de Zuid-Afrikaanse regering een akkoord inzake Afrikaner zelfbeschikking te sluiten. Het Vrijheidsfront zou vier dagen later meedoen aan de Zuid-Afrikaanse parlementsverkiezingen en 2,2% van de stemmen (ongeveer 20% onder Afrikaners) en 9 zetels binnenhalen.
Nadat de nieuwe grondwet van Zuid-Afrika definitief een feit was in 1996 werd het Afrikaner Volksfront opgeheven. Verschillende van de hardliner-partijen zijn nog steeds buitenparlementair actief en erkennen de ANC-regering niet. Het Vrijheidsfront Plus en de Afrikanervryheidstigting erkennen de nieuwe bedeling wel en streven binnen deze nieuwe bedeling nog steeds naar een volkstaat of autonomie voor Afrikaners.